# Шройт, Исаак Гершевич
Исаак Гершевич (Григорьевич) Шройт (22 ноября 1920, Кишинёв — 2005, Кишинёв) — молдавский советский учёный-медик, иммунолог, эпидемиолог, патологоанатом, доктор медицинских наук (1966), профессор (1967), заслуженный деятель науки Молдавской ССР.

## Биография
Родился в Кишинёве (в ту пору в составе румынской провинции Бессарабия), в семье отставного солдата царской армии Герша Мунишевича Шройта (1896—1982) и Розы Исааковны Шройт (1896—1985). Учился в начальной школе во Франции, а после возвращения семьи в Бессарабию — в кишинёвском румынском лицее «Александру Донич» (окончил в 1938 году). После службы в румынской армии работал управдомом, после присоединения Бессарабии к СССР в 1940 году поступил в Томский медицинский институт, в 1944 году после освобождения города вернулся в Кишинёв, где доучился последний курс в Кишинёвском медицинском институте (1945).
Научную деятельность начал в Томске под руководством патофизиолога Даниила Исааковича Гольдберга (1906—1973). Работал патологоанатомом и судмедэкспертом, с 1947 года ассистент кафедры патологической анатомии Кишинёвского мединститута, а после защиты кандидатской диссертации в 1957 году был принят лаборантом в НИИ эпидемиологии и гигиены АН Молдавской ССР, где трудился сорок лет, став главным научным сотрудником, заведующим лабораторией иммунологии (позже отделом иммунологии) и заместителем директора института по научной работе. Докторскую диссертацию по теме «Материалы по гистопатологии кори (сравнительная патология и патогенез)» защитил в 1966 году.
Автор научных трудов по эпидемиологии и терапии кори, микоплазменной пневмонии и других микоплазомзов, рака лёгкого, холецистита.

## Семья
Жена (с 1946 года) — онколог и патологоанатом, доктор медицинских наук Ираида Александровна Яковлева (5 января 1924 — 9 ноября 2021), профессор (1967), заслуженный деятель науки Молдавской ССР, главный научный сотрудник лаборатории патоморфологии опухолей человека Института онкологии Молдавии. Дочь — морфолог, кандидат медицинских наук Наталья Исааковна Шройт (14 сентября 1947 — 29 августа 1991).

## Монографии
- Экспериментальная корь: патоморфология и патогенез. Кишинёв: Картя Молдовеняскэ, 1961.
- Коревой вакцинальный процесс. Кишинёв: Картя молдовеняскэ, 1969.
- Корь: патологическая анатомия, сравнительная патология, патогенез. Кишинёв: Картя молдовеняскэ, 1970.
- Функция печени при холецистите (с С. Д. Рехелисом и З. Е. Горбушиной). Кишинёв: Штиинца, 1974.
- Респираторный микоплазмоз у детей. Кишинёв: Штиинца, 1975.
- Сравнительная патология микоплазмоза органов дыхания. Министерство здравоохраннения МССР. Кишинёв: Штиинца, 1977.
- Дермальная пластика в хирургии паренхиматозных органов (с соавторами). Кишинёв: Штиинца, 1985.
- Иммунологические методы в гигиенических исследованиях. Кишинёв: Штиинца, 1987.